# Parc naturel d'Olèrdola
Le Parc naturel d'Olèrdola est un espace naturel protégé situé dans les comarque de Garraf et Alt Penedès(province de Barcelone), en Catalogne,.
Ce parc naturel est une Zone spéciale de conservation (ZSC) et une Zone de protection spéciale (ZPS) du réseau Natura 2000 définie par la Convention de Ramsar visant la conservation des types d'habitats et des espèces animales et végétales.

## Description
Le parc de 608 ha est situé dans les derniers contreforts du Macizo del Garraf (es). Il présente une morphologie et un paysage comparables à ceux de son environnement géographique. Le relief est relativement lisse, altéré toutefois par la présence de collines et de falaises. La plateforme rocheuse centrale atteint 35 m d'altitude à son point culminant, la Tour de guet.
Le caractère unique du Parc est dû en grande partie à la présence de nombreux éléments architecturaux et archéologiques (Site archéologique d'Olèrdola ). Le noyau principal de ce précieux patrimoine est le complexe historique d'Olèrdola , qui donne son nom au parc.
Il bénéficie d'un plan particulier de protection.

## Galerie

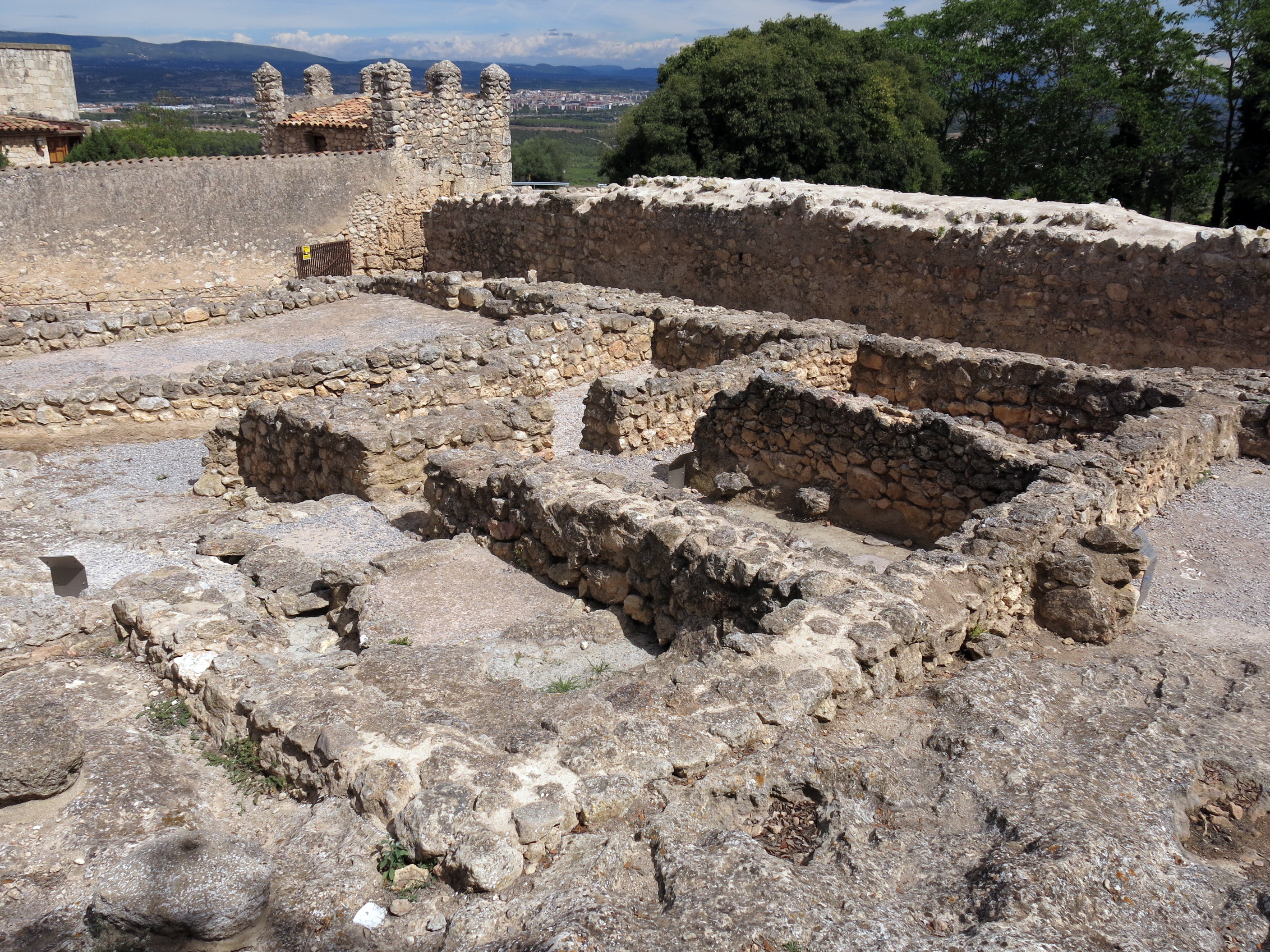
Zone archéologique d'Olèredola
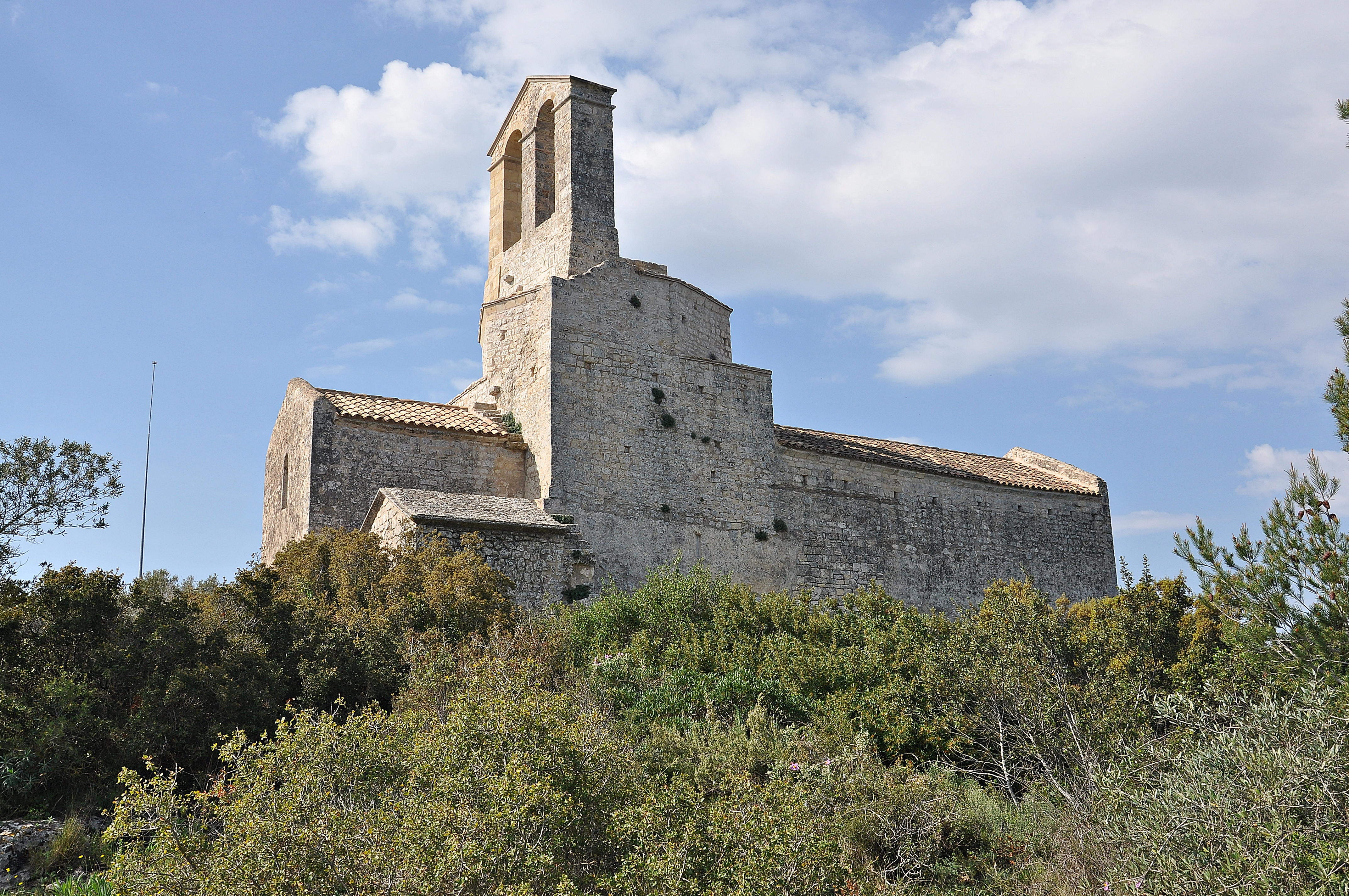
Eglise Sant Miquel d'Olèrdola